# Saint-Martin-la-Pallu
Saint-Martin-la-Pallu – gmina we Francji, w regionie Nowa Akwitania, w departamencie Vienne. W 2013 roku liczba ludności wynosiła 5109 mieszkańców. 
Gmina została utworzona 1 stycznia 2017 roku z połączenia czterech ówczesnych gmin: Blaslay, Charrais, Cheneché oraz Vendeuvre-du-Poitou. Siedzibą gminy została miejscowość Vendeuvre-du-Poitou. Dnia 1 stycznia 2019 roku nastąpiły kolejne zmiany administracyjne. Do Saint-Martin-la-Pallu włączono ówczesną gminę Varennes. Siedzibą gminy pozostała miejscowość Vendeuvre-du-Poitou. 